# Elecciones a la Asamblea de Ceuta
Las elecciones a la Asamblea de Ceuta son las elecciones autonómicas en las que los ciudadanos de Ceuta eligen a los diputados de la Asamblea de esta Ciudad autónoma. Se celebran el cuarto domingo de mayo cada cuatro años, coincidiendo en la fecha con la celebración de las elecciones municipales de España. Las últimas elecciones a la Asamblea de Ceuta se celebraron en 2019.

## Convocatoria
Las elecciones autonómicas son convocadas por el Gobierno de la nación, a diferencia de las comunidades autónomas, que son convocadas por sus presidentes. y la fecha de su celebración de será la de las elecciones locales en todo el territorio español, según el artículo 8.3 del Estatuto de Autonomía de Ceuta. Se celebran, por tanto, el cuarto domingo de mayo de cada cuatro años, coincidiendo con las elecciones municipales y las elecciones autonómicas de la mayoría de comunidades autónomas de España y de la Ciudad Autónoma de Melilla.

## Sistema electoral
El Estatuto de Autonomía de Ceuta de 1995 establece que la Asamblea de Ceuta estará integrada por 25 miembros, elegidos en la Ciudad por sufragio universal, libre, igual, directo y secreto. Las elecciones se regirán por lo establecido en la legislación estatal reguladora del régimen electoral general para la celebración de elecciones locales. Los miembros de la Asamblea de Ceuta ostentan también la condición de Concejales.
La circunscripción electoral es única y comprende el término municipal de la ciudad de Ceuta. 
Serán electores y elegibles los ciudadanos mayores de edad que estén en pleno uso de sus derechos políticos y cumplan con los requisitos establecidos en la legislación estatal reguladora del régimen electoral general para la celebración de elecciones locales.
En la documentación que se tramite como en las papeletas de voto constará expresamente la mención «Elecciones a la Asamblea de Ceuta».